# Macédoine du Vardar
Pour les articles homonymes, voir Macédoine.

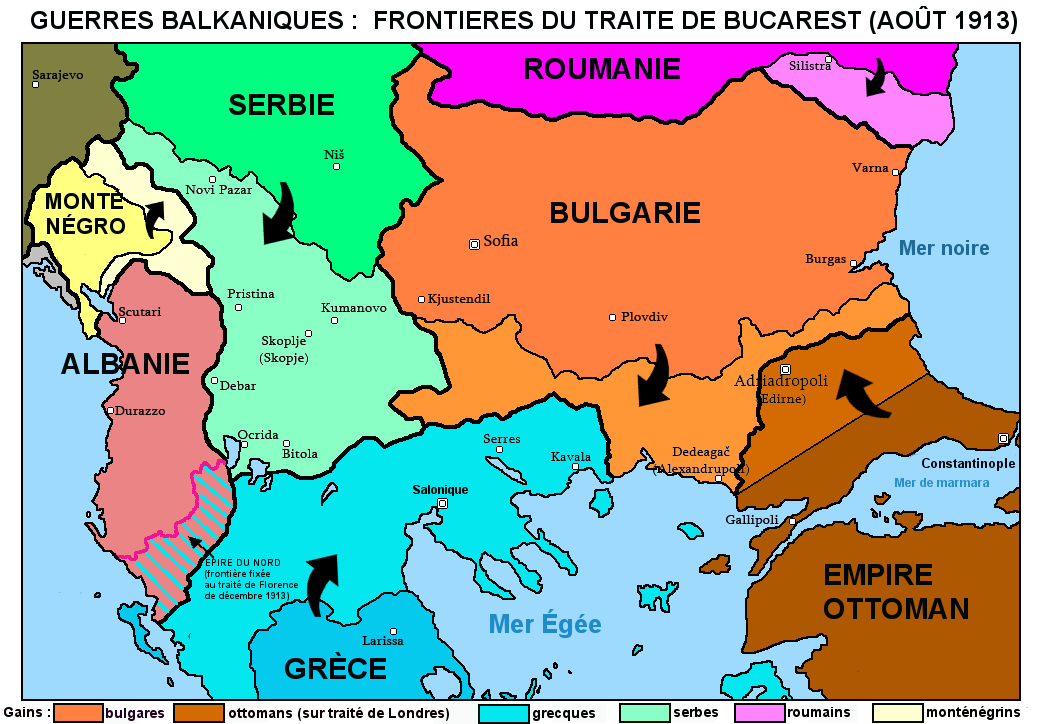
Les modifications territoriales consécutives aux traités de Bucarest et de Constantinople de 1913 (en vert clair la Macédoine du Vardar).

La Macédoine du Vardar une région du nord de la Macédoine géographique, située de part et d'autre du fleuve Vardar. Elle correspond à l'actuelle Macédoine du Nord. La région couvre 25 713 km2. L'expression, dans un contexte historique, fait référence à cette partie de la Macédoine, qui avait été attribuée au royaume de Serbie par le traité de Bucarest en 1913.